# Christoph Reuß
Christoph Reuß (* 4. Mai 1946 in Wyk auf Föhr) ist ein deutscher SPD-Politiker und ehemaliger Abgeordneter der Hamburgischen Bürgerschaft.

## Leben
Christoph Reuß besuchte die Volks- und Realschule in Wyk auf Föhr und absolvierte seinen Wehrdienst und eine Lehre in einem Verlag in Hamburg mit Abschluss Kaufmannsgehilfenbrief. Es folgte auf dem Zweiten Bildungsweg ein Studium an der Hochschule für Wirtschaft und Politik. Anschließend studierte er an der Universität Hamburg Wirtschaftswissenschaften, Erziehungswissenschaft und Politische Wissenschaft mit Abschluss Diplom-Volkswirt.
Er wurde kaufmännischer Leiter und Prokurist der IBA Hamburg GmbH und Mitglied im Stiftungsrat der Lawaetz-Stiftung.

## Politik
Seine politische Heimat ist der SPD-Kreis Hamburg-Eimsbüttel. Zu seinen verschiedenen Funktionen gehört der Vorsitz des SPD-Ortsvereins Eimsbüttel-Süd.
Im Juni 1978 zog Christoph Reuß als Abgeordneter in die Hamburgische Bürgerschaft ein und wurde mehrere Male bis 1991 wiedergewählt. 